# Werner Krause (Politiker, 1900)
Werner Krause (* 8. Oktober 1900; † 15. Mai 1971) war ein deutscher Kommunalpolitiker. Er war von 1938 bis 1945 Oberbürgermeister der Stadt Hildesheim.

## Leben
Krause studierte Rechtswissenschaft in Göttingen und promovierte 1925 (Dr. jur.). Danach war er Referendar in Celle und ließ sich anschließend als Rechtsanwalt in Hannover nieder. Zum 1. Juni 1930 trat Krause, der schon in Göttingen in einer Parteigruppierung aktiv war, der NSDAP bei (Mitgliedsnummer 252.236). In Hannover beriet er die Partei als Anwalt und war kommunalpolitisch tätig. 1937 wurde der engagierte Nationalsozialist Bürgermeister und Polizeidezernent in Hildesheim und gezielt als Nachfolger des nationalliberalen Oberbürgermeisters Ernst Ehrlicher aufgebaut.
Am 6. Januar 1938 erfolgte die Vereidigung Krauses als Oberbürgermeister durch den Oberpräsidenten der Provinz Hannover und Stabschef der SA Viktor Lutze.
Die Hoffnung der Partei, Krause würde die Stadtverwaltung nazifizieren, erfüllten sich nicht. Stattdessen führte er den Stil seines Amtsvorgängers weiter und stellte sich gelegentlich sogar öffentlich gegen die Anweisungen der NSDAP. Der Regierungspräsident und SS-Oberführer Kurt Binding forderte ihn deshalb Anfang 1943 zum Rücktritt auf. Krause weigerte sich. Da es keine rechtliche Handhabe gab, ihn zwangsweise von seinem Posten zu entfernen, wurde eine dienstliche Abwesenheit Krauses genutzt, um ihm am 29. Juli 1943 nach § 6 des Deutschen Beamtengesetzes von 1937 die Führung der Amtsgeschäfte zu untersagen und ihn zu beurlauben. Nominell blieb er weiter im Amt. Krause wurde zur Militärverwaltung abgeschoben, während die Amtsgeschäfte Georg Schrader, NSDAP- und SS-Mitglied, übernahm. Offiziell entlassen wurde Krause erst durch die Alliierte Militärregierung im Juni 1945.
1947 beantragte Krause seine Wiedereinstellung als Oberbürgermeister und führte dafür zahlreiche Entlastungszeugen auf, darunter den Intendanten des Hildesheimer Stadttheaters William Büller und den Leiter der chirurgischen Abteilung des Stadtkrankenhauses Ernst König, allerdings vergeblich. Danach praktizierte er wieder als Rechtsanwalt.